# 4:44
Albums de Jay-Z
Magna Carta Holy Grail
(2013) Everything Is Love
(2018)
Singles
1. 4:44
Sortie : 11 juillet 2017
2. Bam
Sortie : 26 septembre 2017
3. Smile
Sortie : 25 janvier 2018

4:44 est le treizième album studio solo du rappeur américain Jay-Z, sorti en 2017.
L'album est certifié disque de platine par la RIAA, quelques jours seulement après sa sortie sur Tidal, le 5 juin 2017. Sur son compte Twitter, la RIAA commente « 4:44 est certifié platine - le 13e album studio solo de Jay-Z à être platine (ou plus) ».

## Production et enregistrement

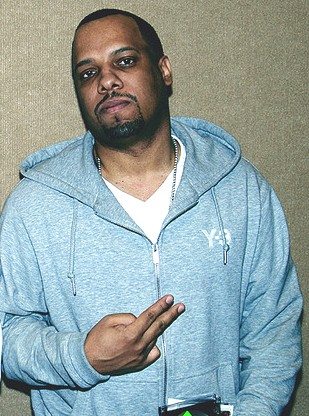
No I.D., ici en mars 2008.

No I.D. a révélé que Jay Z l'avait déjà approché pour retravailler avec lui, mais il avait décliné. Il explique qu'il ne se sentait pas inspiré à ce moment-là. Il a ensuite fait des recherches sur le travail de Quincy Jones pour s'inspirer. C'est la première fois que Jay Z collabore avec un seul producteur sur un album entier. Pour son inspiration, No I.D. cite des albums comme What's Going On (1971, Marvin Gaye), Confessions (album) (2004, Usher), The Blueprint (2001, Jay-Z), Illmatic (1994, Nas) et My Beautiful Dark Twisted Fantasy (2010, Kanye West, en essayant de ne pas reproduire certaines erreurs.
La chanson 4:44 est écrite par Jay Z alors qu'il vient de se réveiller à 4:44 du matin. Il l'enregistre chez lui, avec le micro de Beyoncé.
Beaucoup de journalistes remarquent que cet album répond à celui de sa femme Beyoncé, Lemonade (2016), dans lequel elle révélait l'infidélité de Jay Z. Dans sa chanson Sorry, Beyoncé chante notamment « You better call Becky with the good hair » ; dans Family Feud, Jay Z répond « Leave me alone, Becky »,,.

## Sortie
La sortie de 4:44 est annoncée via plusieurs affiches teaser à New York et Los Angeles et des bannières sur Internet. Une vidéo teaser est diffusée le 7 juin 2017 lors des Finales NBA 2017. La vidéo met en scène Mahershala Ali, Lupita Nyong'o et Danny Glover. Elle s'achève par la mention « 4:44 – 6.30.17, Exclusively on Tidal ». Le 18 juin 2017, jour de la fête des pères aux États-Unis, une vidéo intitulée Adnis est postée sur la page YouTube de Sprint.
Un second teaser est présenté le 27 juin 2017. Intitulé Kill Jay Z, on y voit un jeune homme portant un t-shirt avec la mention « Stay Black ». Le 28 juin 2017, un troisième teaser est publié. Il s'agit de MaNyfaCedGod, avec Lupita Nyong'o.
L'album est publié le 30 juin 2017 en exclusivité sur le site Tidal, ainsi qu'aux abonnés de Sprint.

### Clips
Un clip animé de The Story of O.J. est publié sur Tidal, peu après la sortie de l'album. Réalisé par Jay Z et Mark Romanek, sous forme de dessin-animé, inspiré des onze censurés, il met en scène Jaybo, un personnage inspiré du livre pour enfants The Story of Little Black Sambo de Helen Bannerman et joue sur les stéréotypes visant les afro-américains. Un couplet de la chanson est dénoncé comme antisémite.
Fin décembre 2017, il dévoile trois clips en même temps. Legacy, réalisé par Jeymes Samuel, avec notamment Susan Sarandon, Ron Perlman, Jesse Williams et Emile Hirsch, parle du système judiciaire américain et de ses failles. Dans le clip de Smile, Jay Z met en vedette sa propre mère, Gloria Carter, avec des flashbacks de ses jeunes années. Marcy Me, dirigé par Joshua et Ben Safdie et mis en lumière par Darius Khondji, met en scène un hélicoptère survole la ville alors qu'un enfant erre en ville,.
En janvier 2018, le clip de Family Feud est publié. Réalisé par Ava DuVernay, il met en scène Thandie Newton, Jessica Chastain, America Ferrera, Mindy Kaling, Michael B. Jordan, David Oyelowo, Brie Larson, Rosario Dawson, Rashida Jones et Beyoncé.

## Singles
La chanson-titre 4:44 est le premier single, publié le 11 juillet 2017.  

## Critiques
4:44 reçoit des critiques globalement positives. Sur l'agrégateur Metacritic, l'album obtient une note moyenne de 84⁄100, pour 4 critiques, indiquant « Universal Acclaim ». Neil McCormik de The Telegraph donne une note parfaite, en soulignant notamment le caractère humain et les révélations que Jay Z fait sur ses propres défauts.
Smile est élue meilleure nouvelle chanson par le site Pitchfork. 
Brittany Spanos de Rolling Stone décrit l'album comme « une excuse stupéfiante, brute et mûre [...] c'est tant une ode au partenariat et à la famille qu'un exemple de comment la vulnérabilité peut rendre l'art vraiment excellent » et affirme que la chanson 4:44 est la plus touchante de l'album.
Dans Le Figaro, Arthur Dubois apprécie que « Jay Z aborde des thèmes qu'il a jusque-là gardés dans sa sphère privée » mais regrette que « ses morceaux n'ont pas une teneur révolutionnaire musicalement » et que « les parties instrumentales sont en effet loin d'être novatrices ».
Dans GQ, Sheldon Pearce écrit notamment « Jay n’a pas été aussi précis ou compétent en une décennie, peut-être parce qu’il s’est finalement permis de révéler de vrais morceaux de lui-même ». Le journaliste met cependant davantage en avant les compositions de No I.D. : « Même si Jay prouve qu’il est un MC plus que capable, c’est No I.D. qui a fait la plus grosse prouesse. En produisant les 10 beats de 4:44, le beat-maker de Chicago a construit un sentiment de soul poussiéreuse qui va bien mieux à Jay que la production de Magna Carta qui penchait artificiellement sur le contemporain. Les samples ne sont pas juste esthétiquement beaux mais prennent aussi de la profondeur. Ils parlent quand Jay est silencieux, en disant souvent ce qu’il ne peut pas révéler. »

## Liste des titres
Crédits adaptés de Tidal
| 1.    | Kill Jay Z                                | - Shawn Carter - Dion Wilson - Alan Parsons - Eric Woolfson                                                          | No I.D.             | 2:58 |
| 2.    | The Story of O.J.                         | - Carter - Wilson - Nina Simone - Gene Redd - Jimmy Crosby                                                           | No I.D., Jay Z (co) | 3:52 |
| 3.    | Smile (featuring Gloria Carter)           | - Carter - Wilson - Stevie Wonder                                                                                    | No I.D., Jay Z (co) | 4:50 |
| 4.    | Caught Their Eyes (featuring Frank Ocean) | - Carter - Wilson - Christopher Breaux - Randy Newman                                                                | No I.D., Jay Z (co) | 3:26 |
| 5.    | 4:44                                      | - Carter - Wilson - Kanan Keeney                                                                                     | No I.D.             | 4:44 |
| 6.    | Family Feud (featuring Beyoncé)           | - Carter - Wilson - Elbernita Clark - Beyoncé Knowles                                                                | No I.D.             | 4:11 |
| 7.    | Bam (featuring Damian Marley)             | - Carter - Wilson - Winston Riley - Ophlin Russell - Damian Marley - Jacob Miller - Roger Lewis                      | No I.D.             | 3:55 |
| 8.    | Moonlight                                 | - Carter - Wilson - Lauryn Hill - Wyclef Jean - Prakazrel Michel - Salaam Remi Gibbs - Mary Brockert - Allen McGrier | No I.D., Jay Z (co) | 2:24 |
| 9.    | Marcy Me                                  | - Carter - Wilson - José Cid - Tozé Brito - Terius Nash                                                              | No I.D.             | 2:54 |
| 10.   | Legacy                                    | - Carter - Wilson - Donny Hathaway - Edward Howard                                                                   | No I.D., Jay Z (co) | 2:57 |
| 36:11 |                                           | |                     |      |

| Titre bonus édition physique CD | Titre bonus édition physique CD                          | Titre bonus édition physique CD                              | Titre bonus édition physique CD            | Titre bonus édition physique CD | Titre bonus édition physique CD | Titre bonus édition physique CD | Titre bonus édition physique CD | Titre bonus édition physique CD | Titre bonus édition physique CD |
| No                              | Titre                                                    | Auteur                                                       | Producteurs                                | Durée                           |                                 |                                 |                                 |                                 |                                 |
| ------------------------------- | -------------------------------------------------------- | ------------------------------------------------------------ | ------------------------------------------ | ------------------------------- | ------------------------------- | ------------------------------- | ------------------------------- | ------------------------------- | ------------------------------- |
| 11.                             | Adnis                                                    | - Carter - Blake - Wilson                                    | James Blake, No I.D. (add.)                | 2:26                            |                                 |                                 |                                 |                                 |                                 |
| 12.                             | Blue's Freestyle / We Family (featuring Blue Ivy Carter) | - Carter - Wilson                                            | No I.D., Jay Z (co)                        | 4:23                            |                                 |                                 |                                 |                                 |                                 |
| 13.                             | MaNyfaCedGod (featuring James Blake)                     | - Carter - Wilson - Blake - Michael Burton - Sylvia Robinson | James Blake, Dominic Maker, No I.D. (add.) | 3:18                            |                                 |                                 |                                 |                                 |                                 |
| 46:14                           |                                                          |                                                              |                                            |                                 |                                 |                                 |                                 |                                 |                                 |

Notes
- 4:44 contient des voix additionnelles de Kim Burrell.
- Marcy Me contient des voix additionnelles de The-Dream.
- Legacy contient des voix additionnelles de Blue Ivy Carter et James Fauntleroy II.

## Samples
- Kill Jay Z contient un sample de Don't Let It Show, écrit par Alan Parsons et Eric Woolfson et interprété par The Alan Parsons Project.
- The Story of O. J. contient un sample de Four Women, écrit et interprété par Nina Simone et de Kool Is Back, écrit par Gene Redd et Jimmy Crosby et interprété par Funk, Inc..
- Smile contient des éléments de Love's in Need of Love Today, écrit et interprété par Stevie Wonder.
- Caught Their Eyes contient un sample de Baltimore, écrit par Randy Newman et interprété par Nina Simone.
- 4:44 contient un sample de Late Nights and Heartbreak, écrit par Kanan Keeney et interprété par Hannah Williams and The Affirmations.
- Family Feud contient un sample de Ha Ya, écrit par Elbernita Clark et interprété par The Clark Sisters.
- Bam contient un sample de Bam Bam, écrit par Winston Riley et Ophlin Russell et interprété par Sister Nancy et de Tenement Yard, écrit par Jacob Miller et Roger Lewis et interprété par Jacob Miller.
- Moonlight contient un sample de Fu-Gee-La, interprété par les Fugees.
- Marcy Me contient un sample de Todo O Mundo E Ninguém, écrit par José Cid et Tozé Brito et interprété par Quarteto 1111.
- Legacy contient un sample de Someday We'll All Be Free, écrit par Donny Hathaway, Edward Howard et interprété par Donny Hathaway et des éléments de Glaciers of Ice, écrit par Dennis Coles, Robert Diggs, Elgin Turner et Corey Woods.
- Blue's Freestyle / We Family contient un sample de La Verdolaga, écrit et interprété par Totó la Momposina.
- ManyFacedGod contient un sample de Pillow Talk, interprété par Sylvia, et de Going in Circles, interprété par Dwight T. Ross.

## Crédits
Informations de Tidal et du site de Roc Nation
- Beyoncé : voix additionnelles (6)
- James Blake : interprète (13), producteur (11, 13), piano (11, 13)
- Kim Burrell : voix additionnelles (5)
- Blue Ivy Carter : voix additionnelles (10), freestyle (12)
- Gloria Carter : interprète (3)
- Shawn "Jay-Z" Carter : auteur-interprète, producteur exécutif, coproducteur (2-4, 8, 10 et 12), A&R
- Karen Console : A&R administration
- Jimmy Douglass : mixage de l'album
- The-Dream : voix additionnelles (9)
- James Fauntleroy II : voix additionnelles (10), producteur vocal pour Kim Burrell (5)
- Frank Ocean : interprète (4)
- Ron Gilmore Jr. – vocodeur (9)
- Gimel "Young Guru" Keaton : enregistrement de l'album
- Dave Kutch : mastering de l'album
- Jonah Levine : trombone (7)
- Damian Marley : interprète (7)
- Nathan Mercereau : cor d'harmonie (7), guitare, piano, synthétiseur Moog (9)
- No I.D. : producteur de l'album, coproducteur exécutif
- Crystal Rovél Torres : trompette, bugle (7)
- Michael Law Thomas : ingénieur du son additionnel (7)
- Kenneth Whalum : saxophone ténor (7)
- Steve Wyreman : guitare (2, 7, 9), piano électrique, basse (2, 7), célesta, CS-80 (2), orgue Hammond (9), synthétiseurs (7, 9)

## Classements et certifications
| Pays et classement (2017)           | Meilleure position |
| ----------------------------------- | ------------------ |
| Australie (ARIA)                    | 3                  |
| Autriche (Ö3 Austria Top 40)        | 11                 |
| Belgique (Flandre Ultratop)         | 14                 |
| Belgique (Wallonie Ultratop)        | 63                 |
| Canada (Canadian Albums)            | 1                  |
| Tchéquie (IFPI)                     | 38                 |
| Danemark (Tracklisten)              | 18                 |
| Pays-Bas (Mega Album Top 100)       | 11                 |
| France (SNEP)                       | 43                 |
| Allemagne (Media Control AG)        | 15                 |
| Irlande (IRMA)                      | 8                  |
| Italie (FIMI)                       | 69                 |
| Japon (Oricon)                      | 88                 |
| Nouvelle-Zélande (RIANZ)            | 10                 |
| Norvège (VG-lista)                  | 11                 |
| Pologne (ZPAV)                      | 27                 |
| Portugal (AFP)                      | 33                 |
| Écosse (OCC)                        | 6                  |
| Espagne (Promusicae)                | 61                 |
| Suède (Sverigetopplistan)           | 16                 |
| Suisse (Schweizer Hitparade)        | 5                  |
| Suisse (Romandie)                   | 1                  |
| Royaume-Uni (UK Albums Chart)       | 3                  |
| Royaume-Uni (R&B Albums)            | 1                  |
| États-Unis (Billboard 200)          | 1                  |
| États-Unis (Top R&B/Hip-Hop Albums) | 1                  |

| Pays et classement (2017)  | Position |
| -------------------------- | -------- |
| États-Unis (Billboard 200) | 36       |

| Pays              | Certification | Unités certifiées |
| ----------------- | ------------- | ----------------- |
| États-Unis (RIAA) | Platine       | 1 000 000         |
| Royaume-Uni (BPI) | Argent        | 60 000            |